# Amalia Lindegren

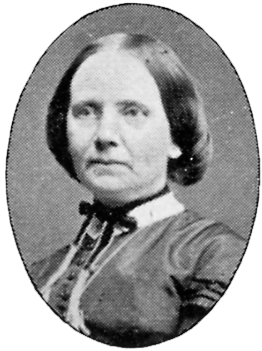
Amalia Lindegren

Amalia Lindegren (* 22. Mai 1814 in Stockholm; † 27. Dezember 1891 ebenda) war eine schwedische Genre- und Porträtmalerin und ab 1856 Mitglied der Königlich Schwedischen Kunstakademie.

## Leben
Sie verlor ihre Mutter, als sie drei Jahre alt war und wurde von der Witwe ihres angeblichen Vaters adoptiert. Ihre Zeichnungen veranlassten Carl Gustaf Qvarnström, sie als eine von vier Frauen 1849 als Schüler in der Kunstakademie ihrer Heimatstadt aufzunehmen. Amalia Lindegrens Entwicklung war so vielversprechend, dass sie 1850 die erste schwedische Künstlerin war, die ein Reisestipendium erhielt. Sie studierte daraufhin in Düsseldorf an der Kunstakademie, in Paris bei Léon Cogniet und Jean-Baptiste-Ange Tissier. Sie reiste nach München und Rom. 1855 und 1856 lebte sie wieder in Paris. Nach ihrer Rückkehr wurde sie zum Mitglied der Kunstakademie gewählt. Sie war Mitglied des Vereins der Künstlerinnen in London.
Amalie Lindegren gestaltete Porträts, Genretafeln und Szenen aus dem Leben des einfachen Volkes. Sie wurde dabei von Adolph Tidemand, Hans Fredrik Gude und Per Nordberg sowie vom Deutschen Stil inspiriert. Als Porträtmalerin wurde sie für ihre Beobachtungsgabe gerühmt. Ihre Gemälde von der Provinz Dalarna, die oft liebliche aber sorgenvolle Mädchen abbildeten, waren sehr populär. Ihr Bild Lillans sista bädd wurde 1867 in Paris, 1876 in Philadelphia und 1893 in Chicago ausgestellt.

## Werke (Auswahl)
- Lillans sista bädd (1858)

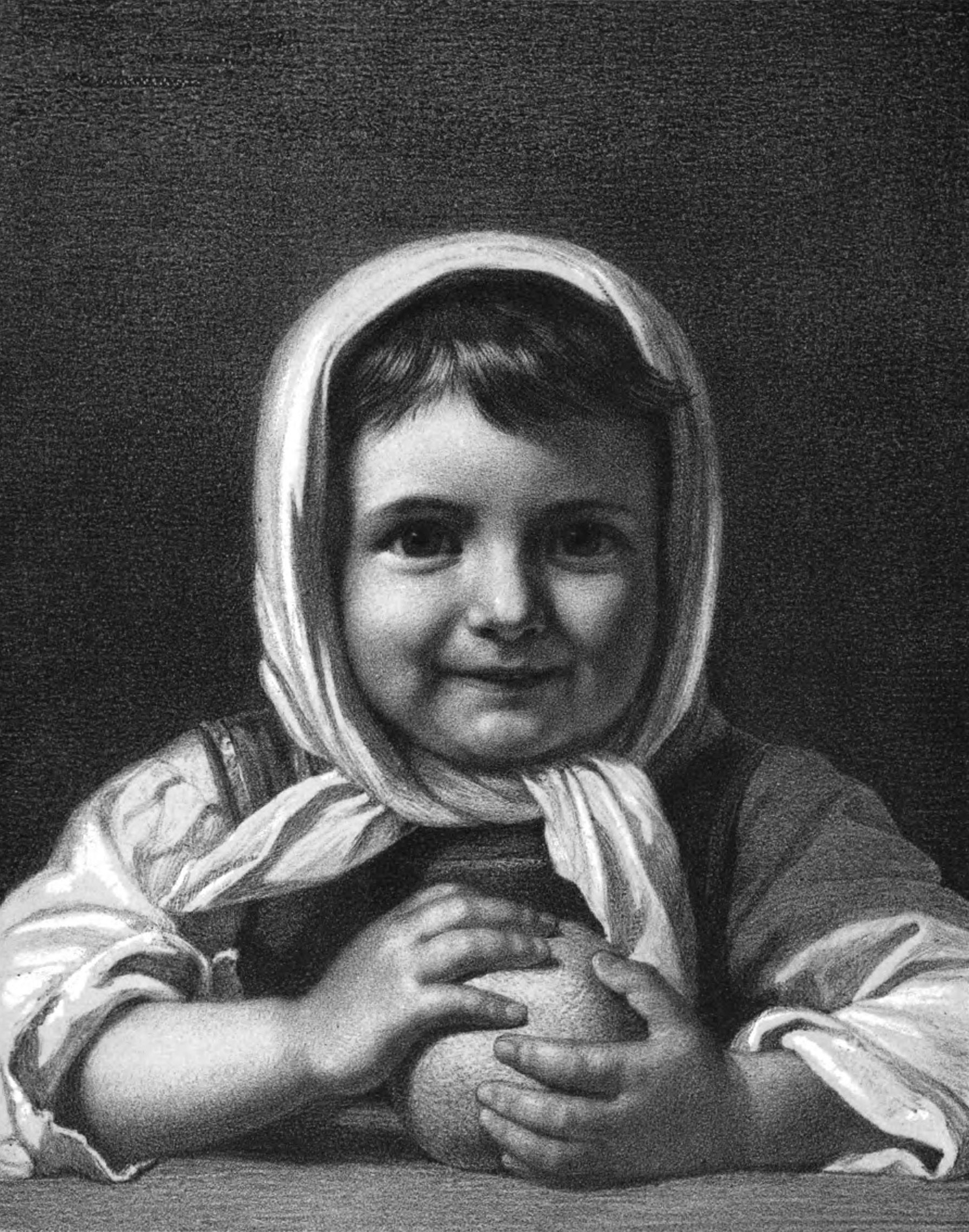
Mädchen mit Apfelsinen
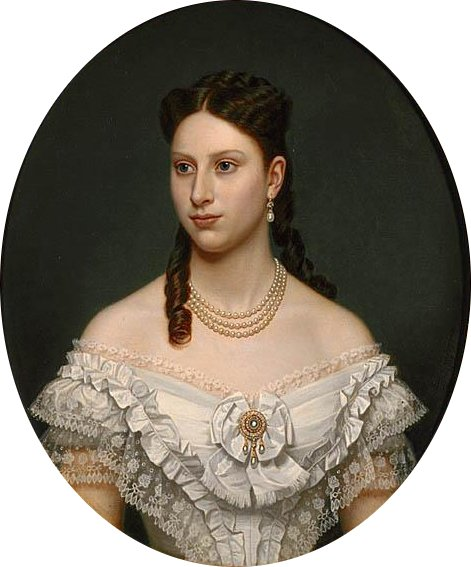
Porträt von Königin Louise (vor 1873)
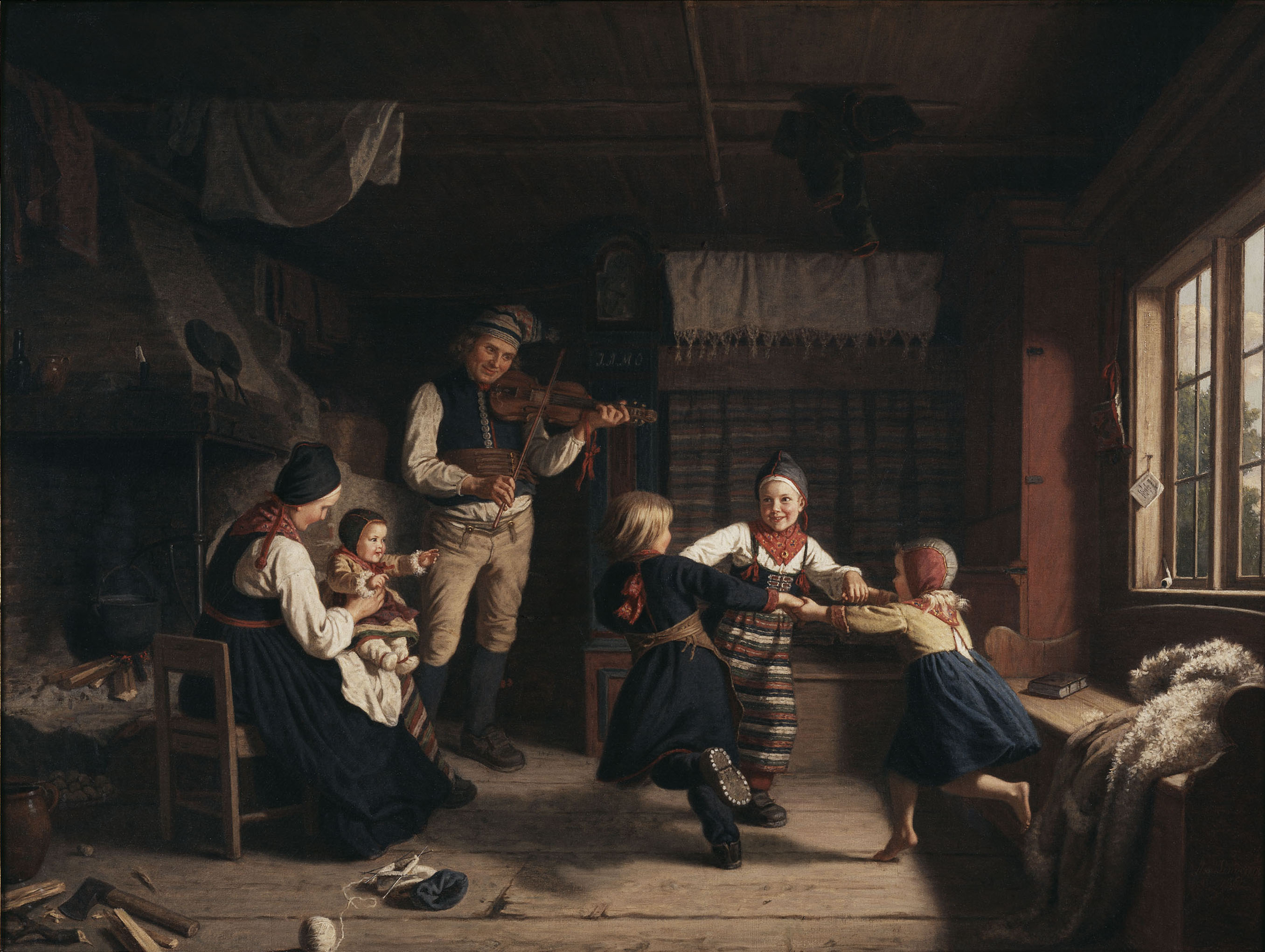
Sonntagabend in einer Hütte (1860)
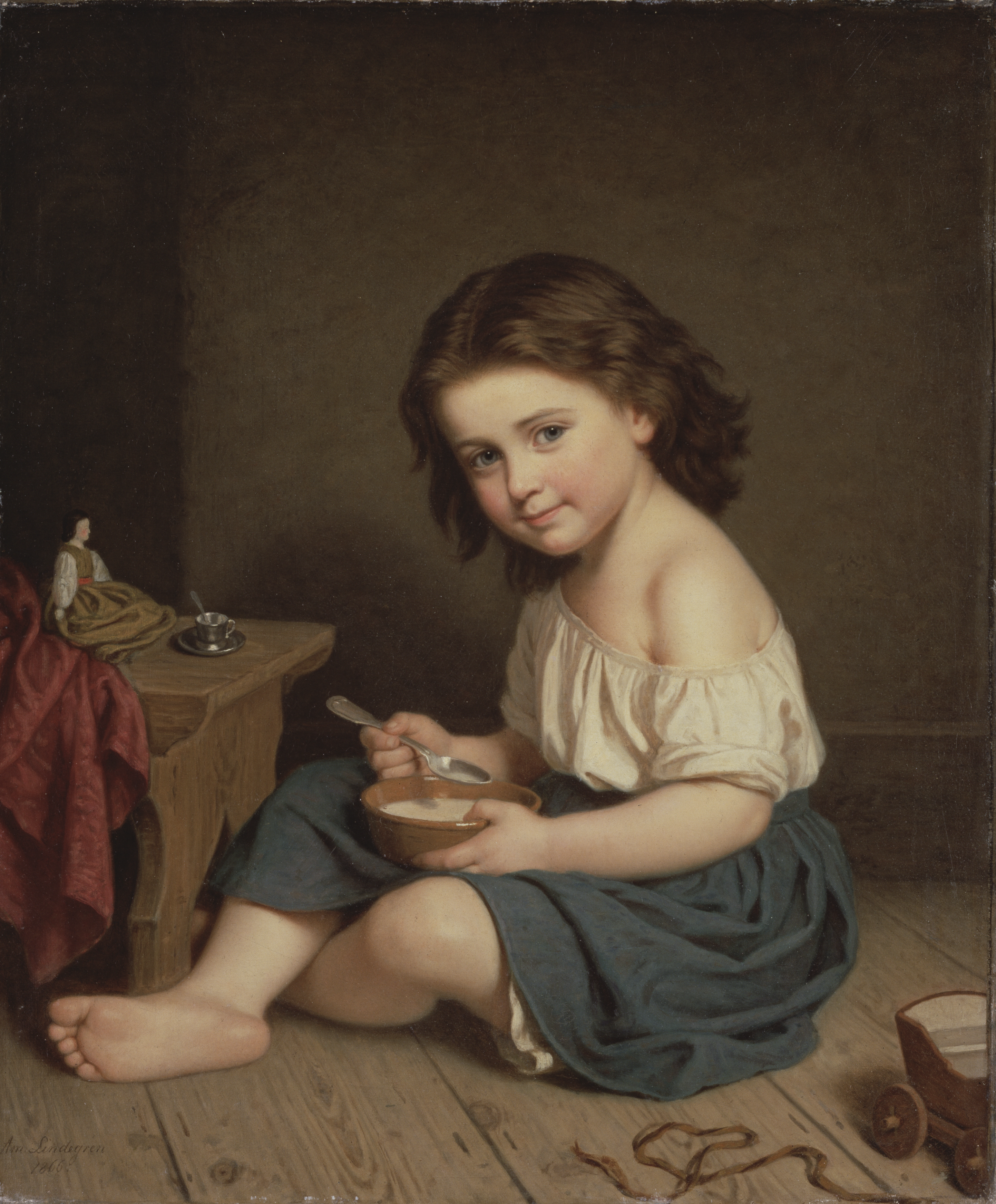
Frühstück (1866)
Augusta von Fersen (1844)
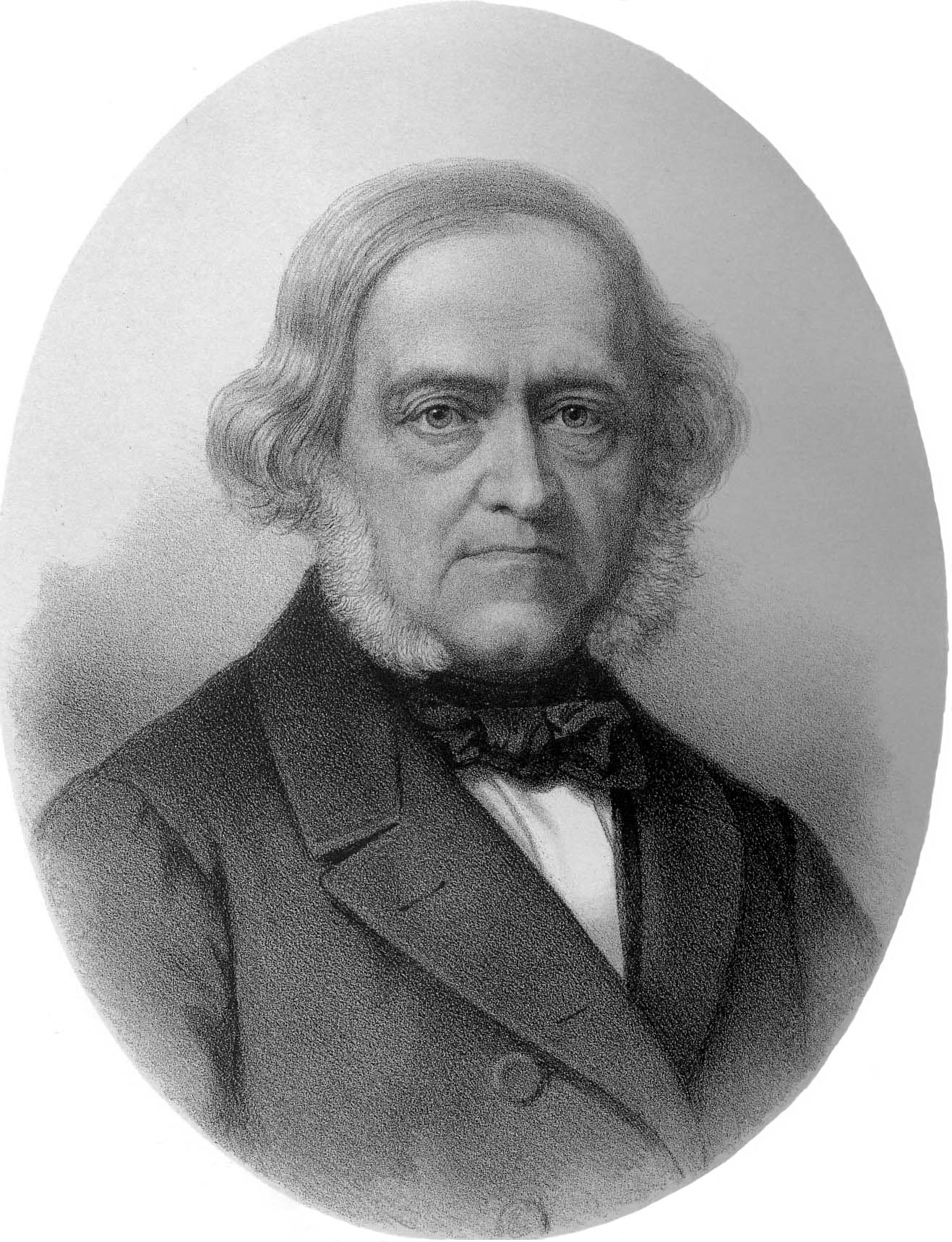
Jacob Nils Tersmeden (Lithografie nach einem Gemälde von Amalia Lindegren)
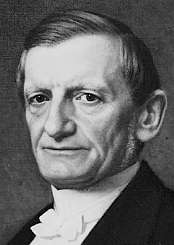
Porträt des Premierministers Arvid Posse (1891)